# Mario Agnes
Mario Agnes (Serino, Avellino, 6 de diciembre de 1931-Ciudad del Vaticano, 9 de mayo de 2018) fue un periodista italiano. Director del diario L'Osservatore Romano (1984-2007).

## Biografía

### Infancia y formación académica
Su hermano Biagio fue director general de la RAI. Se graduó en letras en la Universidad de Nápoles Federico II. Fue profesor de Historia del cristianismo en las Universidades de Cassino y en la Universidad de Roma La Sapienza.

### Acción Católica Italiana
Presidente diocesano de la Acción Católica de Avellino, delegado regional de Campania y vicepresidente para el sector de adultos por un período de tres años. Presidente nacional de Acción Católica (1973-1980), sucedió a Vittorio Bachelet en uno de los momentos más delicados y difíciles de la historia de la Acción Católica. Tras la aprobación del nuevo estatuto en 1969 se comprometió a redefinir su identidad y su estilo operativo a la luz del Concilio Vaticano II. Su objetivo era mejorar la dimensión religiosa de la asociación sin descuidar su vocación civil y social, una opción adoptada de manera lapidaria en el eslogan "Evangelización y promoción humana", y fortalecer el vínculo con la jerarquía, en particular con los papas: primero con Pablo VI y posteriormente con Juan Pablo II.

### Avvenire y Osservatore Romano
En 1975, Pablo VI le nombró miembro del Consejo Pontificio para los Laicos, y al año siguiente presidente de la Editorial Nueva Italiana, compañía editorial del diario católico Avvenire.
Fue concejal de la ciudad de Roma como independiente en los demócratas cristianos. En este partido formó parte del colegio de siete garantes que tuvieron que presentar reglas para decidir sobre el comportamiento de los miembros del partido que pertenecen a la P2.
El 1 de septiembre de 1984, el Papa Juan Pablo II lo nombró director del L'Osservatore Romano. Con su dirección se produjo una renovación del personal editorial del periódico, junto con la introducción de cambios sustanciales en los gráficos y una creciente apertura a las nuevas tecnologías. Este proceso, realizado en 1991, supuso la transición definitiva de la antigua composición principal a la fotocomposición moderna. En enero de 2006 se le otorgó el título de Embajador de Roma para la sección de comunicación. El 27 de octubre de 2007 se retiró del periòdico, siendo sustituido por el profesor Giovanni Maria Vian. Con todo, ese mismo año, Benedicto XVI lo nombró director ad honorem. Su paso por la dirección del periódico fue el segundo más largo en la historia del rotativo vaticano, tras los cuarenta años de Giuseppe Dalla Torre, extendiéndose durante veintitrés años.

### Fallecimiento y exequias
Murió en su casa en la Ciudad del Vaticano el 9 de mayo de 2018 tras una larga enfermedad. El funeral se celebró el 12 de mayo a las 10 de la mañana en la iglesia de Santa Ana dei Palafrenieri en la Ciudad del Vaticano y fue presidida por monseñor Vincenzo Paglia. A las 3 de la tarde del mismo día se celebró una segunda misa de funeral en la iglesia de San Luca en Ponte di Serino. Posteriormente el cuerpo fue enterrado en el cementerio de Serino, el pueblo donde nació.